# グローイング・アップ (映画)

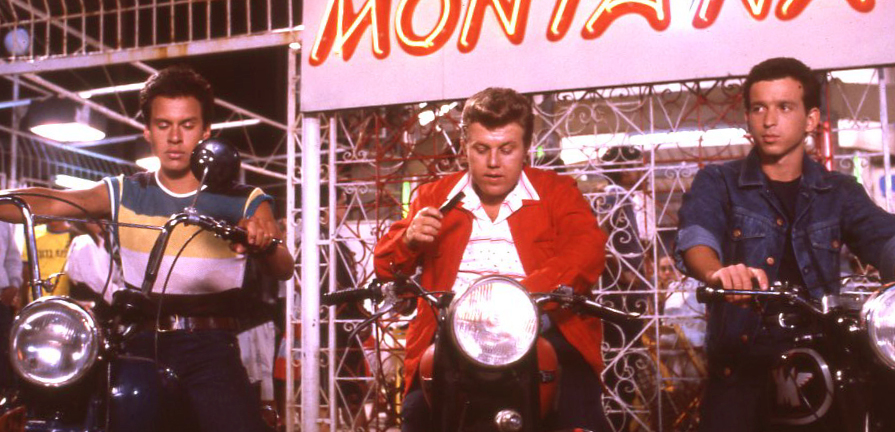
主役3人組

『グローイング・アップ』（原題：Eskimo Limon, 英題：Lemon popsicle, Growing up）は、1978年に公開されたイスラエル映画である。
ジョージ・ルーカスの「アメリカン・グラフィティ」に触発されて作られた、オールディーズをふんだんに使った青春映画のシリーズであり、プロデューサーはハリウッドでもお馴染みのメナヘム・ゴーラン。お色気も取り入れたという点では「ポーキーズ」や「ザ・カンニング IQ=0」等が最も近い。これらは人気が出てシリーズ化される。世界的なイスラエル製のお色気青春モノはこの映画位である。
なお番外編には、アメリカで製作した「グローイング・アップ／ラスト・バージン」がある。第1作のリメイク作品であるが、時代設定は1980年代に変更し、主人公ベンジーを含むシリーズお馴染みの三人組役名とヒロイン役名も変更されている。

## あらすじ
1950年代のテルアビブが舞台。主人公のベンジー、軟派でイケメンのボビー、デブのヒューイの3人はナンパに余念がなく、とにかく女の子大好き! 特にベンジーはシリーズを通して女の子と結ばれるが……。そんなベンジーらの恋をオールディーズが盛り上げる。

## キャスト
| 役名        | 俳優                   | 日本語吹替                                     |
| 役名        | 俳優                   | 東京12ch版                                     |
| ----------- | ---------------------- | ---------------------------------------------- |
| ベンジー    | イフタク・カツール     | 鹿沼政仁                                       |
| ボビー      | ジョナサン・サガール   | 志垣太郎                                       |
| ヒューイ    | ツァッチ・ノイ         | 安西正弘                                       |
| ニキ        | アナト・アツモン       | 横沢啓子                                       |
| ステラ      | オフェリア・シュトレル | 此島愛子                                       |
| 不明 その他 |                        | 上田敏也 千葉順二 鈴木れい子 沢木郁也 広瀬正志 |
|             |                        |                                                |
| 演出        | 演出                   | 春日正伸                                       |
| 翻訳        | 翻訳                   | 宇津木道子                                     |
| 効果        | 効果                   | 赤塚不二夫                                     |
| 調整        | 調整                   | 中里勝範                                       |
| 制作        | 制作                   | テレキスジャパン                               |
| 解説        | 解説                   | 深沢哲也                                       |
| 初回放送    | 初回放送               | 1980年10月9日 『木曜洋画劇場』                 |

## スタッフ
- 監督・脚本：ボアズ・デヴィッドソン
- 製作：ヨーラム・グローバス、メナヘム・ゴーラン
- 脚本：エリー・テイヴァー
- 撮影：アダム・グリーンバーグ
- 音楽：ジャック・フィッシュマン

## シリーズ
- グローイング・アップ2/ゴーイング・ステディ（1979年）
- グローイング・アップ3/恋のチューインガム（1981年）
- グローイング・アップ4/渚でデート（1983年）
- グローイング・アップ5/ベイビー・ラブ（1984年）
- グローイング・アップ6/恋のネイビーブルー（1984年）
- グローイング・アップ7/恋の卒業パーティ（1986年）
- グローイング・アップ8/サマータイム・ブルース（1988年）

番外篇
- グローイング・アップ/ラスト・バージン（1982年）